# Museum Biberach

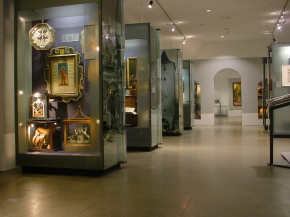
Blick in die stadtgeschichtliche Abteilung (2004)

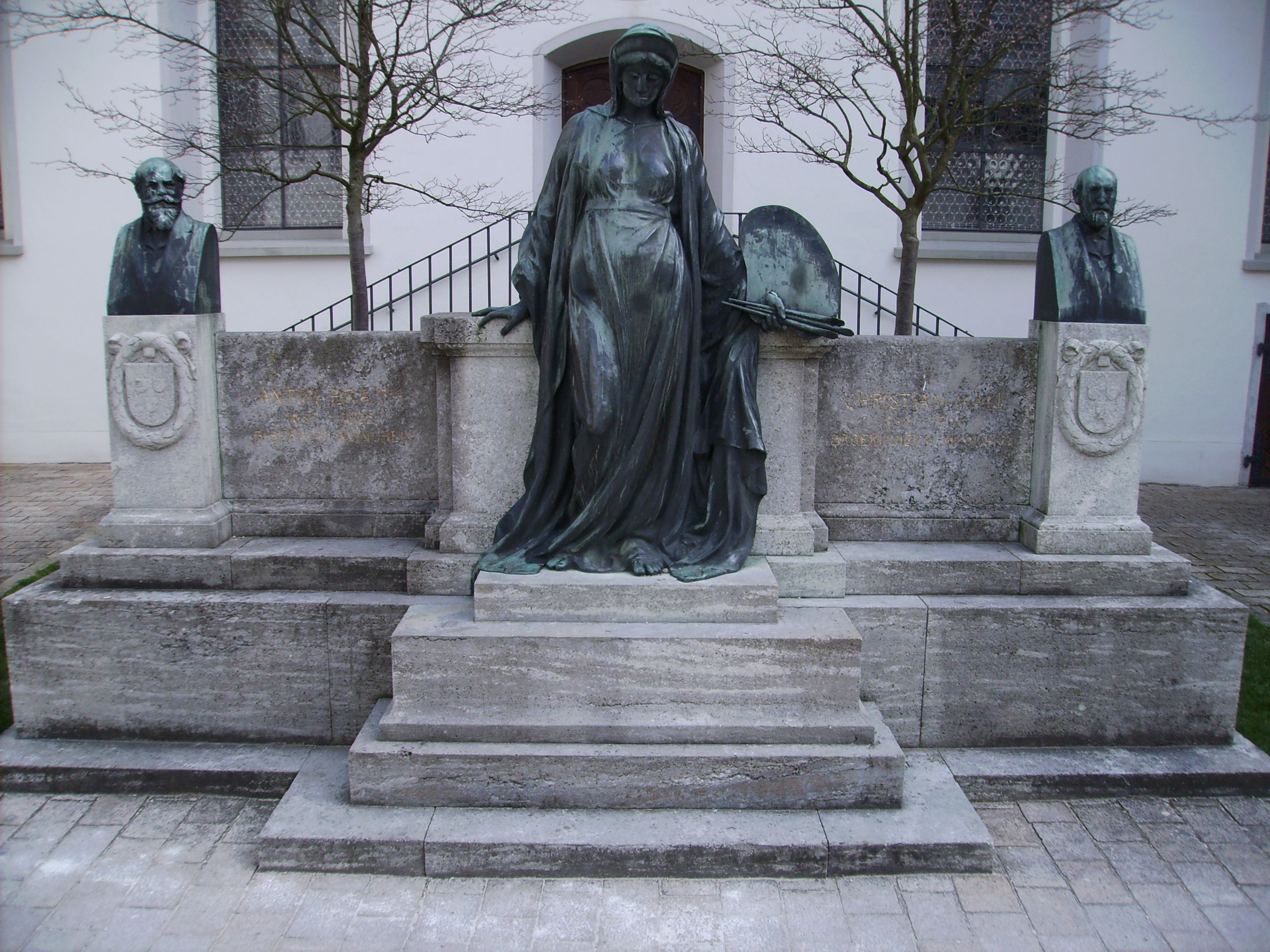
Denkmal vor dem Museum mit Büsten von Braith (links) und Mali (rechts) (Foto: 2007)

Das Museum Biberach ist ein Mehrspartenmuseum in Biberach an der Riß in Oberschwaben. Bis 2021 hieß es Braith-Mali-Museum.

## Geschichte
Seit 1898 legten zahlreiche Stifter und Mäzene den Grundstock für ein Biberacher Bürgermuseum, das 1902 in den historischen Räumen des Hospitals zum Heiligen Geist eröffnet wurde. Unter den wichtigen Stiftern war auch der Pfarrer und Paläontologe Josef Probst, von dem außer paläontologischen auch kunstgeschichtliche Sammelstücke stammen.
Mit der Übernahme des Nachlasses der Münchner Maler Anton Braith (eines gebürtigen Biberachers, 1836–1905) und Christian Mali (1832–1906) in den Jahren 1905 bis 1908 gelangten deren repräsentative, reich ausgestattete Atelierräume in das Biberacher Museum. Heute gelten die Braith-Mali-Salons als die einzigen vollständig erhaltenen Künstlerateliers des 19. Jahrhunderts.
Zahlreiche Werke des wichtigsten deutschen Expressionisten Ernst Ludwig Kirchner sind in das Museum gelangt, da sein Bruder Hans Walter als Erbe in Biberach ortsansässig war.

## Sammlung
Das Museum umfasst die Abteilungen
1. Naturkunde mit lebensnah gestalteten Biotopen
2. Archäologie der Besiedlung Oberschwabens (u. a. Sammlung Forschner)
3. Gotik
4. Kunst des 17. bis 19. Jahrhunderts (mit Werken von Johann Heinrich Schönfeld und Johann Baptist Pflug sowie der Malerfamilie Peters)
5. Historische Künstlerateliers der Tiermaler Anton Braith und Christian Mali
6. Galerie der Moderne mit Werken von Jakob Bräckle (einschließlich seines Ateliers), Julius Kaesdorf, Romane Holderried Kaesdorf
7. Abteilung Ernst Ludwig Kirchner (Gemälden und Grafiken)
8. Geschichte der Stadt Biberach, darunter Spielzeug von Rock & Graner

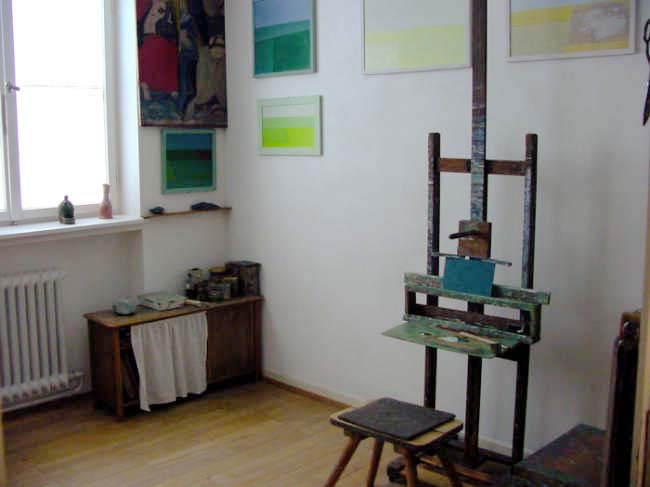
Bräckle-Atelier

Eine Informationsecke im Treppenhaus stellt den Designer Heinz H. Engler vor.
Das dreidimensionale Modell der Stadt Biberach im Erdgeschoss kann ohne Eintrittsgebühr besichtigt werden und wird z. T. bei Stadtführungen gezeigt.

## Gebäude
Das Hospital zum Heiligen Geist ist der größte mittelalterliche Gebäudekomplex der ehemaligen Reichsstadt Biberach. Heute beherbergt das generalsanierte Gebäude das Museum.